# Mario Belardinelli
Mario Belardinelli (Roma, 15 settembre 1919 – Formia, 19 gennaio 1998) è stato un tennista e dirigente sportivo italiano.

## Biografia

### Carriera agonistica
Ha iniziato a giocare i primi tornei nel 1938 conseguendo modesti risultati, prima dell'interruzione dovuta alla Seconda guerra mondiale.
Nel secondo dopoguerra ha raggiunto gli ottavi di finale al Roland Garros del 1947, battuto nell'occasione dall'Ungherese József Asboth, che poi si sarebbe aggiudicato quell'edizione degli Internazionali di Francia. Al Foro Italico ha ottenuto come miglior risultato i quarti di finale nel 1950, battuto da Marcello Del Bello. 
È stato campione nazionale agli assoluti di tennis: due volte nella specialità del doppio maschile (con Rolando Del Bello, nel 1949 e nel 1951) e cinque volte nel doppio misto (con Nicla Migliori, consecutivamente dal 1947 al 1951). Ha vinto il Torneo di Lugano del 1948 e quello di Bochum del 1954, battendo rispettivamente Renato Gori e Alberto Lazzarino.
Si è ritirato nel 1957.

### Carriera dirigenziale
I suoi risultati migliori li produsse all'interno dei quadri della Federazione Italiana Tennis. Nel 1962 fu affiancato ai tecnici della Scuola Nazionale di Atletica Leggera di Formia e, primo in Italia, intuì che il tennis fosse atletica con racchetta. Aprì allora un settore riservato ai tennisti, adottando le strutture di Formia che comprendevano anche due campi da tennis. 
Sensibilissimo talent scout e precursore dei metodi che, oltre agli aspetti tecnici, curavano ai massimi livelli i profili atletici anche nella preparazione tennistica, a partire dal 1964, cominciò ad allenare un primo gruppo di giovani allievi formato da Adriano Panatta, Paolo Bertolucci, Mario Caimo e Antonio Bon (futuro allenatore). A questo primo nucleo seguirono altri atleti come Vincenzo Franchitti, Massimo Di Domenico e Tonino Zugarelli, formando a poco a poco quella generazione di tennisti che prese il posto del precedente ciclo rappresentato da Pietrangeli, Sirola, Merlo e Gardini. 
Nonostante i diverbi per la vita certosina da lui impostagli, Adriano Panatta lo ricorda come "maestro di tennis e di vita". Determinante fu per la preparazione atletica di Paolo Bertolucci. Contribuì, anche se in minor misura, per quella di Corrado Barazzutti e di Tonino Zugarelli, nonostante il carattere "ribelle" di quest'ultimo.
Per il ruolo rivestito nella scoperta e nella maturazione dei giocatori che si resero protagonisti del primo successo italiano in Coppa Davis, è quindi considerato tra gli artefici di quell'impresa del 1976.

#### Il dissidio con Pietrangeli, capitano non giocatore di Coppa Davis (1976-1977)
Nel 1972 Belardinelli fu nominato responsabile tecnico della nazionale di tennis. Nel marzo del 1976 Nicola Pietrangeli successe a Fausto Gardini come capitano non giocatore della squadra italiana di Coppa Davis, ferma restando la conferma della direzione del settore tecnico in capo a Belardinelli. Non potevano esservi due personaggi più differentiː bonariamente militaresco il primo; viveur e permissivo il secondo. Con le sue capacità relazionali, invece, Pietrangeli riesce nell'impresa di amalgamare i dissidi e le antipatie tra la coppia dei due doppisti (la "stella" Panatta e Paolo Bertolucci) e gli altri due singolaristi Barazzutti e Zugarelli ma il suo "protagonismo" va stretto a Belardinelli che si sente scavalcato.
In agosto Pietrangeli compie la scelta di schierare Zugarelli nella finale europea contro la Gran Bretagna, ritenendolo più idoneo a giocare sull'erba di Wimbledon, rispetto al "titolare" Barazzutti. Belardinelli, tuttavia, si adombra. Sostiene che l'intuizione sia stata la sua e che il capitano non giocatore se la sia impropriamente attribuita. La scelta si rivela comunque feliceː il romano vince entrambi i singolari e l'Italia supera il difficile turno ma i dissidi tra i due responsabili si accrescono. 
In settembre l'Italia  giunge per la terza volta nella sua storia nella finalissima di Coppa Davis. A Santiago scoppia un nuovo diverbio tra Pietrangeli e Belardinelli che nella concitazione del momento ha un incidente e viene ricoverato in ospedale per medicarsi. Ciò non impedisce all'Italia di conquistare finalmente la Coppa Davis il 19 dicembre 1976 battendo il Cile 4-1. In aprile Belardinelli dà le dimissioni, ufficialmente per motivi di salute. 
All'indomani della sconfitta, il capitano non giocatore è messo sotto processo. Gli si contesta anche di aver escluso Zugarelli, ritenendolo inaffidabile, dalla sponsorizzazione per la squadra da lui ottenuta dalla Martini & Rossi di cui era consulente. Alla fine il Consiglio Federale lo conferma subordinatamente al parere dei giocatori. La squadra richiede il ritorno di Belardinelli e la sponsorizzazione anche per Zugarelli. Pietrangeli accetta Belardinelli ma non cede su Zugarelli. Tale rifiuto determina il suo esonero anticipato, per motivazioni oggettivamente extra-sportive. Secondo parte della stampa, a operare dietro le quinte per convincere il Presidente Galgani, Panatta e gli altri di Davis a liberarsi di Pietrangeli ci sarebbe stato Mario Belardinelli, ordendo una sorta di congiura che non fece onore ai giocatori né soprattutto a lui.
Salva la parentesi del 1977, Belardinelli rimase direttore tecnico della squadra italiana di Coppa Davis sino al 1º gennaio 1984. Il suo allievo prediletto Adriano Panatta, infatti, nel subentrare a Vittorio Crotta come capitano non giocatore, ottenne anche la carica di responsabile tecnico delle squadre nazionali. Belardinelli visse allora di piccoli incarichi appena sufficienti a tirare avanti. Privo di una vita familiare, morì solo e quasi dimenticato all'età di settantotto anni, nello stesso albergo di Formia dove era solito alloggiare ai tempi della sua direzione tecnica.

## Nella cultura di massa
• Quando era soltanto un promettente prima categoria ed essendo romano, venne scelto da Benito Mussolini per impartirgli lezioni di tennis nei campi di Villa Torlonia. Il giovane tennista ben presto si accorse che il Capo del Governo, pur giocando un tennis abbastanza efficace, non colpiva mai di rovescio. Anni dopo, ancora "nostalgico" del regime, Belardinelli ricordava ai suoi allievi che, alla proposta di allenare anche il rovescio, il "duce" avrebbe rispostoː «Belardinelli, anche oggi noi tireremo diritto».
• Belardinelli resta nella memoria degli sportivi con il nome di "Signor Mario", con il quale era chiamato anche dagli allievi, nonostante i modi burberi e rusticani con i quali vinceva la riluttanza dei giovani tennisti, costringendoli a una preparazione atletica sin lì occasionale.